# Lucerne (Kalifornia)
Lucerne – jednostka osadnicza w Stanach Zjednoczonych, w stanie Kalifornia, w hrabstwie Lake.